# Municipio de Centerville (condado de Linn)
El municipio de Centerville (en inglés: Centerville Township) es un municipio ubicado en el condado de Linn en el estado estadounidense de Kansas. En el año 2010 tenía una población de 404 habitantes y una densidad poblacional de 1,96 personas por km².

## Geografía
El municipio de Centerville se encuentra ubicado en las coordenadas 38°12′54″N 94°59′7″O / 38.21500, -94.98528. Según la Oficina del Censo de los Estados Unidos, el municipio tiene una superficie total de 205.94 km², de la cual 204,75 km² corresponden a tierra firme y (0,58 %) 1,2 km² es agua.

## Demografía
Según el censo de 2010, había 404 personas residiendo en el municipio de Centerville. La densidad de población era de 1,96 hab./km². De los 404 habitantes, el municipio de Centerville estaba compuesto por el 95,3 % blancos, el 0,25 % eran amerindios, el 0,25 % eran asiáticos, el 2,48 % eran de otras razas y el 1,73 % eran de una mezcla de razas. Del total de la población el 3,22 % eran hispanos o latinos de cualquier raza.